# Bhagabhadra
Bhagabhadra o Bhaga Bhadra (f. 83 a. C.) fue uno de los reyes de la dinastía Sunga, que gobernó el norte, centro y este de la India. Aunque la capital de los sungas estaba en Pataliputra, también tenía una corte en la ciudad de Vidisha.
Los años entre los que reinó Bhagabhadra se calculan entre el 185 y el 73 a. C. 
En los Puranas, su nombre aparece como Bhaga o Bhagavata, y se dice que fue el noveno gobernante de la Dinastía shunga, y que reinó durante 32 años.

## La columna de Heliodoro
Fuera de los Puranas, el rey Bhaga Bhadra es conocido por una inscripción en la columna de Heliodoro (erigida entre el 104 y el 83 a. C.), que lo menciona:
deva devasu va[sude]vasa garuda dhwasho aiam
del dios de dioses Vasudeva, la columna Garudá esta
karito ia heliodorena, bhagavatena
hecha por Heliodoro, devoto de Bhagaván,
diiasa putrena, takhasilakena
hijo de Díia [Dión], habitante de Takashila,
ionadatena agatena, majarashasa
quien como mensajero de los griegos [ionas] vino, del rey
amtalikitasa upa[m]ta samkasam-rano
Antalikita ante el rey
kashi-put[r]asa [bh]agabhadrasa tratarasa
hijo de Kashi [Benarés] Bhagabhadra salvador
vasena [chatu]dasena rashena vadhamanasa
que estaba en el décimo[cuarto] año de reinado próspero.
El pilar de Heliodoro podría indicar algún nivel de reconciliación entre la fe budista (que era bastante apoyada por los indogriegos) y la fe hinduista de los shunga (que en la época del rey hinduista Púshiamitra Shunga —quien reinó entre el 185 y el 151 a. C.— habían perseguido al budismo, destruido templos budistas y asesinado monjes).